# Plantae Aequinoctiales
Plantae Aequinoctiales, (abreujat Pl. Aequinoct.), és un llibre amb descripcions botàniques que va ser editat conjuntament per Alexander von Humboldt i Aimé Bonpland. Es va publicar en 17 parts entre els anys 1808-1817, amb el nom de Alexandri de Humboldt et Amati Bonpland Plantae Aequinoctiales...Paris.

## Publicacions
| - Volum núm 1 - part 1, Maig-Juny 1805; - part 2, Agost 1805; - part 3, 22 Set 1806; - part 4, 15 Des 1806; - part 5, Abr 1807; - part 6, Nov 1807; - part 7, Gen 1808; - part 8, Abr 1808; | - Volum núm. 2 - part 9, Nov 1808; - part 10, Feb 1809; - part 11, Feb 1810; - part 12, ?; - part 13, Nov 1811; - part 14, Abr 1812; - part 15, Feb 1813; - part 16, Set 1813 - part 17, Jun 1817 |